# Quận Garfield, Colorado
Quận Garfield là một quận thuộc tiểu bang Colorado, Hoa Kỳ.
Quận này được đặt tên theo James A. Garfield, tổng thống Hoa Kỳ. Theo điều tra dân số của Cục điều tra dân số Hoa Kỳ năm 2000, quận có dân số 43.791 người . Quận lỵ đóng ở Glenwood Springs.

## Địa lý
Theo Cục điều tra dân số Hoa Kỳ, quận có diện tích 7655 km2, trong đó có 23 km2 là diện tích mặt nước.